# Măxineni (okręg Braiła)
Măxineni – wieś w Rumunii, w okręgu Braiła, w gminie Măxineni. W 2011 roku liczyła 1394 mieszkańców.